# Sprawa Alfiego Evansa
Sprawa Alfiego Evansa – sprawa sądowa związana z Alfiem Evansem, dwuletnim chłopcem cierpiącym na nieznaną chorobę neurodegeneracyjną, tocząca się na przełomie lat 2017 i 2018. Powodem była różnica zdań pomiędzy rodzicami a zespołem lekarzy oraz współpracujących komisji w kwestii odłączenia chłopca od aparatury podtrzymującej życie.
W sprawie upubliczniono uzasadnienie wyroku z 20 lutego 2018, a także dokument ze stanowiskiem szpitala. Sąd orzekł o zakończeniu wentylacji mechanicznej i kontynuacji opieki paliatywnej. W kwietniu 2018 kontrowersje z tym związane przykuły uwagę światowych mediów. Alfie Evans zmarł 28 kwietnia.

## Alfie Evans
Alfie Evans urodził się 9 maja 2016; jego rodzicami byli Tom Evans i Kate James pochodzący z Bootle w hrabstwie Merseyside (okolice Liverpoolu), wówczas w wieku odpowiednio 19 i 18 lat. Chłopiec urodził się zdrowy i 3 dni po narodzinach został wypisany ze szpitala. Pierwsze niepokojące sygnały dotyczące jego zdrowia pojawiły się w czerwcu 2016; u chłopca wystąpił nagle zez rozbieżny. W wieku 4 miesięcy podczas rutynowego badania wykazano, że chłopiec mniej się uśmiechał, często spał niepokojąco długo nie budząc się samemu, w niewielkim stopniu wchodził w interakcje z otoczeniem i nie podejmował zabawy.
W grudniu 2016 w związku z drgawkami Alfie trafił do Alder Hey Children’s Hospital w Liverpoolu, gdzie pozostał do czasu nagłośnienia jego przypadku w mediach; przechodził już wcześniej badania w tej placówce. Rozpoznano u niego chorobę neurodegeneracyjną, jednak, pomimo przeprowadzenia szerokiej diagnostyki, nie ustalono dokładnego rozpoznania, ale wykluczono znane uleczalne choroby neurodegeneracyjne. W związku z chorobą neurodegeneracyjną w orzeczeniu sądu zawarto informacje:

Rezonans magnetyczny mózgu wykonany 30.11.2016 wykazał granicznie opóźnioną mielinizację w stosunku do jego wieku chronologicznego oraz niewyjaśnione ograniczenie dyfuzji w okolicy czuciowej kory ruchowej, dróg korowo-rdzeniowych i włókien prowadzących do przyśrodkowych płatów skroniowych. Obraz nie był typowy dla żadnego konkretnego zaburzenia. Sugerowane możliwe diagnozy, które powinno się wykluczyć obejmowały choroby mitochondrialne oraz nieketonową hiperglicynemię.

Zimą 2016/2017 chłopiec przeszedł ciężkie obustronne zapalenie płuc. W sierpniu 2017 wykonano kolejny skan mózgu Alfiego Evansa, który wykazał około 70% ubytku w tym organie. Kolejne badania przeprowadzone 2 lutego 2018 wykazały dalszy postęp choroby i kolejne ubytki w mózgu, którego kolejna część została zastąpiona płynem. Konsultant szpitala, który jednak pozostał anonimowy ze względu na obowiązujące przepisy, przekazał informację o stanie chłopca. Miał on pozostawać w głębokiej śpiączce, niezdolny do odbierania bodźców. Według lekarzy, którzy wypowiadali się wówczas dla BBC nie było szans na poprawę stanu zdrowia chłopca, a dostępne możliwości leczenia wyczerpały się. Wedle oficjalnego stanowiska szpitala chłopiec dotknięty był również padaczką. Pojawiające się w mediach doniesienia o uśmiechaniu się czy otwieraniu oczu przez Alfiego Evansa miały najpewniej związek właśnie z padaczką lub odruchami, które nie stanowiły świadomych ruchów, co potwierdzono podczas badania EEG. Próby leczenia padaczki u chłopca nie opanowały dolegliwości. Zdaniem lekarzy podejmujących opiekę nad Alfim Evansem dalsze próby leczenia byłyby uporczywymi terapiami – daremnymi i niepozostającymi w interesie chłopca.

## Proces sądowy i kontrowersje

### Decyzje o leczeniu Alfiego Evansa
W sytuacji rozbieżności zdania rodziców i lekarzy sprawę skierowano do Wydziału Rodzinnego Wysokiego Trybunału (Family Division of the High Court), który rozstrzyga w takich sprawach. Rodzice chłopca wyrazili życzenie dalszego leczenia w szpitalu Bambino Gesu w Rzymie (placówce związanej z Watykanem), natomiast zdaniem lekarzy szpitala w Liverpoolu próby dalszego leczenia byłyby daremne i określone zostały nieludzkimi. Szpital Bambino Gesu zaproponował podtrzymywanie chłopca pod aparaturą umożliwiającą oddychanie na czas nieokreślony. Wyrok sądu zapadł 20 lutego 2018. Po zapoznaniu się z historią medyczną oraz opinią pracowników szpitala sędzia Anthony Hayden orzekł o odłączeniu chłopca od respiratora. Zdaniem sędziego szpital cieszył się dużym autorytetem oraz dysponował personelem na poziomie światowym. Odłączenie chłopca od respiratora zaplanowano na 23 lutego 2018. Zaraz po ogłoszeniu wyroku pod szpitalem zebrało się około 30 demonstrantów wspierających stanowisko rodziny.
Z decyzją sędziego nie zgodzili się rodzice i 6 marca 2018 zwrócili się do Sądu Apelacyjnego, który jednak podtrzymał wyrok. 20 marca państwo Evans skierowali sprawę do Sądu Najwyższego, jednak nie uzyskali zgody na ponowną apelację. Ponieważ wyczerpały się możliwości w Wielkiej Brytanii, prawnicy państwa Evans zwrócili się do Europejskiego Trybunału Praw Człowieka. Trzech sędziów uznało jednak zgłoszenie sprawy za bezzasadne, gdyż nie dopatrzono się żadnego naruszenia praw człowieka.
11 kwietnia 2018 sędzia Hayden wyraził aprobatę dla dalszej opieki paliatywnej, która miałaby mieć miejsce po odłączeniu chłopca od aparatury. Rodzice byli reprezentowani w sądzie przez Christian Legal Centre (CLC). Jest to brytyjska organizacja wspierającą chrześcijan w sprawach, w których – zdaniem samych zainteresowanych – doszło do dyskryminacji ze względu na chrześcijańskie przekonania religijne. 16 kwietnia CLC rozpoczęło starania o zmianie decyzji na zgodną z życzeniem rodziców. Sąd Najwyższy i Sąd Apelacyjny znów odrzuciły wnioski rodziców. 18 kwietnia ojciec Alfiego zwrócił się do papieża Franciszka podczas osobistej wizyty z prośbą o ocalenie syna. Kilka godzin później włoskie Ministerstwo Spraw Zagranicznych przyznało Alfiemu włoskie obywatelstwo, by umożliwić mu jak najszybszy transport do Włoch. Według sędziego Haydena chłopiec był jednak Brytyjczykiem i podlegał pod brytyjską jurysdykcję. 23 kwietnia o godzinie 21:00 czasu uniwersalnego zaprzestano sztucznego oddychania. Sędziowie podtrzymali decyzję o zakazie zabrania chłopca za granicę. 26 kwietnia ojciec Alfiego ogłosił, że chłopiec oddycha mimo odłączenia aparatury. Alfie Evans zmarł 28 kwietnia o godzinie 2:30 nad ranem. O jego zgonie poinformował ojciec. Pogrzeb Alfiego Evansa odbył się w Liverpoolu 14 maja 2018.

### Odbiór medialny
Sprawa Alfiego wywołała kontrowersje i była komentowana w światowych mediach. Rodzice rozpoczęli kampanię Alfie's Army, a ludzie protestowali pod szpitalem. Doprowadziło to do konfliktu z pracownikami, którzy zgłosili na policję sprawę o zastraszanie przez stosujących wobec nich przemoc demonstrantów. Pracownicy szpitala mieli w związku ze sprawą otrzymywać w internecie groźby śmierci i inne obelgi. Pojawiły się także doniesienia o blokowaniu przejazdów karetek, zastraszaniu pacjentów oraz odwiedzających ich osób. W pewnym momencie działania pod szpitalem były na miejscu nadzorowane przez policję. W internetowe działania Alfie's Army zaangażowali się także członkowie ruchu antyszczepionkowego próbując udowodnić związek choroby chłopca ze szczepieniami. W mediach komentowany był zarzucony przez CLC i Toma Evansa rzekomy brak pomocy dla chłopca po odłączeniu aparatury. Miano nie sprawować nad nim opieki i nawodnić go oraz dotlenić dopiero o godzinie 14:00 GMT następnego dnia po odłączeniu. Proces sądowy i stan zdrowia chłopca relacjonowany był przez rodziców w mediach społecznościowych. 26 kwietnia ojciec Alfiego podziękował za wsparcie, wyszczególniając polskie i włoskie, i poprosił działających w Alfie's Army o powrót do codziennego życia. Ogłosił, że wraz z żoną nie będą już udzielać wywiadów i wypowiadać się publicznie na temat syna. Kilka dni przed śmiercią Alfiego sędzia Hayden oskarżył Pavla Stroilova, młodego studenta prawa z Christian Legal Centre, o namawianie Toma Evansa do oskarżenia prywatnego trzech lekarzy o usiłowanie zabójstwa. Jak przekazał Hayden, sprawę odrzucono. Zeznanie Stroilova jako świadka określił jako przepełnione obelgami i żółcią.

### Reakcje władz
19 kwietnia 2018 z ojcem Evansa spotkał się papież Franciszek, który w późniejszych dniach zarówno podczas audiencji generalnej, jak i w wypowiedzi za pośrednictwem Twittera zaapelował o szacunek dla życia chłopca, zwracając uwagę na to, że jego zdaniem jedynym twórcą życia od jego początku do końca, jest Bóg, a ponadto wzywał do umożliwienia podjęcia prób nowych sposobów leczenia dziecka. Po śmierci chłopca papież wyraził swoje głębokie poruszenie jego odejściem. W sprawie Alfiego wypowiedział się również Przewodniczący Parlamentu Europejskiego Antonio Tajani, który oświadczył, iż chłopiec zasługuje na udzielenie mu nowej szansy leczenia i zasugerował, iż hospitalizacja mogłaby być kontynuowana na terenie Włoch. Swoje zdanie wyraził także prezydent Polski Andrzej Duda, który sprzeciwił się odłączeniu chłopca od aparatury i zaapelował o jego ocalenie. Ojciec Evansa podziękował prezydentowi RP i całej Polsce za udzielone wsparcie.

## Aspekt bioetyczny i prawny
Sprawa Alfiego Evansa, podobnie jak równie medialny przypadek Charliego Garda z poprzedniego roku, zwróciła uwagę na aspekt bioetyczny i prawny prowadzenia uporczywych terapii. W Wielkiej Brytanii sprawy związane z niezgodą nad podjęciem takiej decyzji nie są rzadko spotykane. Istnieją istotne bioetyczne przesłanki do rozpatrywania sprawy pod kątem niepotrzebnego cierpienia na skutek obranej przez rodziców terapii, nie zaś pod kątem tego, na ile decyzja będzie zgodna z ich oczekiwaniami. Szpital Bambino Gesu zaproponował możliwość podtrzymywania wentylacji chłopca oraz podawanie pokarmu z zastosowaniem przezskórnej gastrostomii endoskopowej. Zarówno eksperci wytypowani przez szpital, jak i ci wybrani przez rodziców Alfiego byli zgodni w kwestii daremności terapii i to na podstawie ich osądu sędzia Hayden wydał swoją decyzję. Jednym z rozwiązań tego typu konfliktów mogłaby być pomoc etyków klinicznych, którzy mogliby wskazać źródło oraz rozwiązanie konfliktu. W momencie prowadzenia sprawy Alfiego w Wielkiej Brytanii etycy kliniczni byli dostępni jednak tylko dla nielicznych placówek medycznych. Inną możliwością jest zatrudnienie mediatorów, którzy starali by się dojść do konsensusu i dalszego wdrożenia rozwiązania satysfakcjonującego obie strony konfliktu. Długotrwałe spory między pracownikami medycznymi a rodzicami są traumatyczne dla obydwu stron, toteż gdy już zaistnieją, korzyści nie odniesie żadna z nich. Steven Woolfe, poseł do Parlamentu Europejskiego, wezwał do zmiany prawa na pozostawiające większej swobody wyboru dla rodziców dzieci z podobnymi chorobami. Connie Yates, matka Charliego Garda, odniosła się do słów posła zalecając dążenie do kompromisu. Przypadek Alfiego Evansa był dyskutowany na łamach British Medical Journal.